# Eir
Pour les articles homonymes, voir Eir.
Eir est la déesse scandinavienne de la guérison à être la servante de Freya dans la mythologie nordique.
Elle a pour attribut toutes les qualités de l'art de vivre, en particulier de tous les médicaments à base de plantes. C'est l'une des déesses sur la montagne Lyfia.
Eir est comparable avec Hygieia (fille du dieu Asclépios), dans la mythologie grecque et romaine.